# Paul Walker
Paul William Walker IV (Glendale, Kalifornija, 12. rujna 1973. – Santa Clarita, Kalifornija, 30. studenog 2013.) bio je američki filmski glumac. Prvi zapaženi uspjeh na filmu ostvario je 1999. godine filmom Varsity Blues. Najpoznatiji je po ulozi u filmu Brzi i žestoki (2001.) i njegovim nastavcima Prebrzi i prežestoki (2003.), Brzi i žestoki: Povratak (2009.), Brzi i žestoki 5 (2011.), Brzi i žestoki 6 (2013.), i Brzi i žestoki 7 (2015.). Među njegovim ostalim filmovima istaknutiji su Running Scared i Into the Blue.
Umro je kao suvozač u prometnoj nesreći 30. studenog 2013. zajedno sa svojim financijskim savjetnikom koji je upravljao automobilom.

## Životopis
Rođen je na području doline San Fernardo u općini Los Angelesa u obitelji bivše manekenke Cheryl i Paula Walkera III, vodoinstalatera. Ima četvero mlađe braće i sestara i odgojen je kao pripadnik mormonske Crkve.
Po završetku Village Christian School 1991. godine, pohađao je nekoliko koledža i diplomirao na maritimnoj biologiji.
Na televiziji je debitirao još kao dvogodišnji dječak u reklami za Pampers, a stvarni debut imao je 1985. godine manjim ulogama u serijama Highway to Heaven, Who's the Boss?, The Young and the Restless i Touched by an Angel.
Na filmskom platnu debitirao je 1987. godine u horor komediji Monster in the Closet, a s vremenom je počeo ostvarivati značajnije uloge u filmovima Varsity Blues, Ona je sve to i The Skulls. Veliki uspjeh ostvario je 2001. godine glavnom ulogom, uz Vina Diesela, u akcijskom filmskom hitu Brzi i žestoki.
S bivšom djevojkom Rebeccom ima kćer Meadow Rain Walker (r. 4. studenog 1999.) koja živi s majkom na Havajima. Poginuo je 30. studenog 2013. u automobilskoj nesreći.

## Filmografija
| Godina | Film                              | Uloga               | Bilješke            |
| ------ | --------------------------------- | ------------------- | ------------------- |
| 1986.  | Monster in the Closet             | 'Professor' Bennett |                     |
| 1987.  | Programmed to Kill                | Jason               |                     |
| 1994.  | Tammy and the T-Rex               | Michael             |                     |
| 1998.  | Meet the Deedles                  | Phil Deedle         |                     |
| 1998.  | Pleasantville                     | Skip Martin         |                     |
| 1999.  | Varsity Blues                     | Lance Harbor        |                     |
| 1999.  | Ona je sve to                     | Dean Sampson        |                     |
| 1999.  | Brokedown Palace                  | Jason               | nenaveden           |
| 2000.  | The Skulls                        | Caleb Mandrake      |                     |
| 2001.  | Brzi i žestoki                    | Brian O'Conner      | MTV Movie nagrada   |
| 2001.  | Joy Ride                          | Lewis Thomas        |                     |
| 2002.  | Life Makes Sense If You're Famous | Mikey               |                     |
| 2003.  | Prebrzi i prežestoki              | Brian O'Conner      | Teen Choice nagrada |
| 2003.  | Timeline                          | Chris Johnston      |                     |
| 2004.  | Noel                              | Mike Riley          |                     |
| 2005.  | Opasno plavetnilo                 | Jared               |                     |
| 2006.  | Running Scared                    | Joey Gazelle        |                     |
| 2006.  | Eight Below                       | Jerry Shepard       |                     |
| 2006.  | Zastave naših očeva               | Hank Hansen         |                     |
| 2007.  | Stories USA                       | Mikey               |                     |
| 2007.  | The Death and Life of Bobby Z     | Tim Kearney         |                     |
| 2008.  | The Lazarus Project               | Ben Garvey          |                     |
| 2009.  | Brzi i žestoki: Povratak          | Brian O'Conner      | Teen Choice nagrada |
| 2010.  | Takers                            | John Rahway         |                     |
| 2011.  | Brzi i žestoki 5                  | Brian O'Conner      |                     |
| 2013.  | Brzi i žestoki 6                  | Brian O'Conner      |                     |
| 2013.  | Brick Mansion                     | Damien Collier      |                     |
| 2015.  | Brzi i Žestoki 7                  | Brian O'Conner      |                     |

## Vanjske poveznice
- Službene stranice (engl.)
- Paul Walker na Internet Movie Databaseu (engl.)
- Paul Walker - izreke, citati, misli...  Arhivirana inačica izvorne stranice od 3. prosinca 2013. (Wayback Machine)